# Grand Hotel Toplice, Bled
Grand Hotel Toplice je eden izmed hotelov s 5 zvezdicami v Sloveniji, ki stoji na Bledu ob vzhodni obali Blejskega jezera.

## Zgodovina
Hotel je bil ustanovljen leta 1850 kot Hotel Luisenbad. Leta 1919 se je preimenoval v Hotel Toplice.
Leta 1931 je v hotelu potekal mednarodni šahovski turnir.

## Ponudba
Hotel ima 87 sob in apatmajev, od tega jih je 33 luksuzno opremljenih, ena pa je prilagojena za invalide.
V hotelu se nahaja tudi dve restavraciji, dva bara, Sprostitveni studio Grand Hotela Toplice, 6 konferenčnih dvoran, soba za bridž, Predsedniški salon, lobby, ...
V sklopu hotela deluje še ena zunanja restavracija.

## Ugledni gostje
- Ita Rina - slovenska igralka (1931-38)
- Hermann Göring - nacistični nemški feldmaršal (1940)
- Aram Hačaturjan - armenski skladatelj
- Arthur Miller - pisatelj ter bivši mož M. Monroe (1965)
- Pablo Neruda - čilenski pesnik in diplomat, nobelovec (1965)
- Carlo Ponti - italijanski filmski producent (1968)
- Josip Broz - maršal Tito (1973)
- Hussein bin Talal - jordanski kralj (1978)
- Cliff Richard - angleški glasbenik (1989)
- Lord Carrington - britanski generalni sekretar NATO (1992)
- Ronald Sega - ameriški astronavt (1994)
- Madeleine Albright - britanska premierka, železna lady (1946,1994)
- Suleiman Demirel - turški premier (1997)
- Laura Bush - bivša prva dama ZDA (2001)
- Gari Kasparov - azerbajdžanski šahovski velemojster (2002)
- Paul McCartney - angleški glasbenik (2005)
- Heather Mills - bivša žena P. McCartneya (2005)
- Donald Trump - ameriški poslovnež in milijarder
- Andie MacDowell - ameriški model in igralka
- Ban Ki Mun - korejski generalni sekretar OZN